# Carlos Horta Pereira
Carlos Horta Pereira (Belo Horizonte, 23 de setembro de 1913 — Belo Horizonte, 12 de dezembro de 2000) foi um político, jurista e magistrado brasileiro
Graduou-se pela Faculdade de Direito da Universidade de Minas Gerais em 1936 e iniciou imediatamente o exercício da advocacia no escritório de seu mestre de direito civil, João Franzen de Lima. Em 1943 foi o mais jovem signatário do Manifesto dos Mineiros, documento elaborado por juristas de Minas Gerais, que assinalou o início do processo de redemocratização, com a derrubada da ditadura de Getúlio Vargas.
Foi co-fundador da Faculdade de Ciências Econômicas da Universidade Federal de Minas Gerais e da Pontifícia Universidade Católica de Minas Gerais, catedrático de Direito Civil das duas escolas. Iniciou-se na política após a redemocratização e trabalhou no gabinete de Milton Campos no governo de Minas. Eleito deputado estadual em 1950, pela União Democrática Nacional, reelegeu-se sucessivamente mais três vezes, renunciando ao último mandato em 1965. No mesmo ano foi conduzido ao Tribunal de Justiça do Estado de Minas Gerais como desembargador.
Deixou publicados diversos trabalhos científicos no campo do Direito e dois livros: "Memórias de um Juiz de Província" e "Mário de Lima – obra selecionada".
Casado com  Maria de Lourdes Tamm de Lima.